# João Tavares Correia Beraldo
João Tavares Correia Beraldo (Silvianópolis, 20 de fevereiro de 1891 — Juiz de Fora, 17 de março de 1960) foi um advogado, magistrado, banqueiro, professor e político brasileiro do estado de Minas Gerais. Exerceu também as funções de jornalista e era um grande proprietário de terras agrícolas.
João Tavares foi filho de Jonas Correia Beraldo e de Maria Eduarda Tavares Beraldo, nasceu no dia 20 de fevereiro de 1891, no distrito então nomeado de Santana do Sapucaí de Pouso Alegre, em Minas Gerais. A cidade, hoje, chama-se Silvianópolis. A mudança de nome ocorreu em 1911, ao ser elevada de distrito para município, homenageando Francisco Silviano Brandão, filho do Guarda-mor da região, Veríssimo de Carvalho.
Faleceu em Juiz de Fora em 17 de março de 1960.

## Estudos
Realizou os estudos primários em sua cidade de nascimento e os estudos secundários nos ginásios de Pouso Alegre e Itajubá, também em Minas Gerais. O curso superior foi realizado na Faculdade de Direito de Belo Horizonte.

## Vida Política
Em 1914 se candidatou à extra chapa como deputado estadual de Minas Gerais. Neste período, destacou-se por ter relativo alcance dos votos sem nem ao menos ter terminado os estudos. Nesta época, era aluno da Faculdade Livre de Direito do Rio de Janeiro, na qual tornou-se bacharel em 1916.
Em 1918, então com 27 anos, foi eleito vereador da Câmara Municipal de Pouso Alegre. Também em 1918, foi eleito deputado de Minas Gerais. Nesta posição, foi reeleito consecutivamente até 1930, ano em que integrou a Comissão de Legislação e Justiça, além de integrar também a Comissão de Finanças da Assembleia de Minas Gerais.
Posteriormente, ocupou cargos como primeiro-secretário, presidente interino da Comissão de Finanças, vice-presidente e presidente da Câmara Municipal de Silvianópolis. Após 1930, ano da Revolução de Getúlio Vargas, João Tavares foi nomeado prefeito de Pouso Alegre. Deixa o PRM, em 1932 e participa da fundação do Partido Progressista de Minas Gerais (PP), em 1933.
Em 1933, tornou-se deputado da Assembleia Nacional Constituinte pelo PP. Teve seu mandato prorrogado até 1935, após a promulgação da nova Constituição.
No final de 1934, ganhou as eleições para deputado de Minas Gerais novamente pelo PP. Só deixou o cargo em 1937 com a supressão dos órgãos legislativos pelo regime do Estado Novo. Em 1938, tornou-se secretário do Interior de Minas Gerais sob a gestão do interventor Benedito Valadares. Simultaneamente, foi juiz de direito em Cabo Verde, Cambuí e São Gonçalo do Sapucaí. Além dessas funções, foi também depositário judicial do Distrito Federal, na época, ainda localizado no Rio de Janeiro.
Em 1941 assumiu a diretoria do Banco de Crédito de Minas Gerais, em Juiz de Fora. Por essa razão deixou as demais ocupações políticas e públicas até 1945. Em 1946 foi nomeado interventor de Minas Gerais pelo então presidente Eurico Gaspar Dutra. Nessa época, fazia parte do Partido Social Democrático (PSD). Não seguiu as delimitações dadas a ele para esse cargo, no entanto. Sua função era dar procedimento às eleições da Assembleia Constituinte em 1947, mas foi substituído em agosto do mesmo ano por Júlio de Carvalho. Em 1951, reassumiu o cargo de diretor do Banco de Crédito de Minas Gerais, no qual ficou até 1953.
Contribuições como jornalista

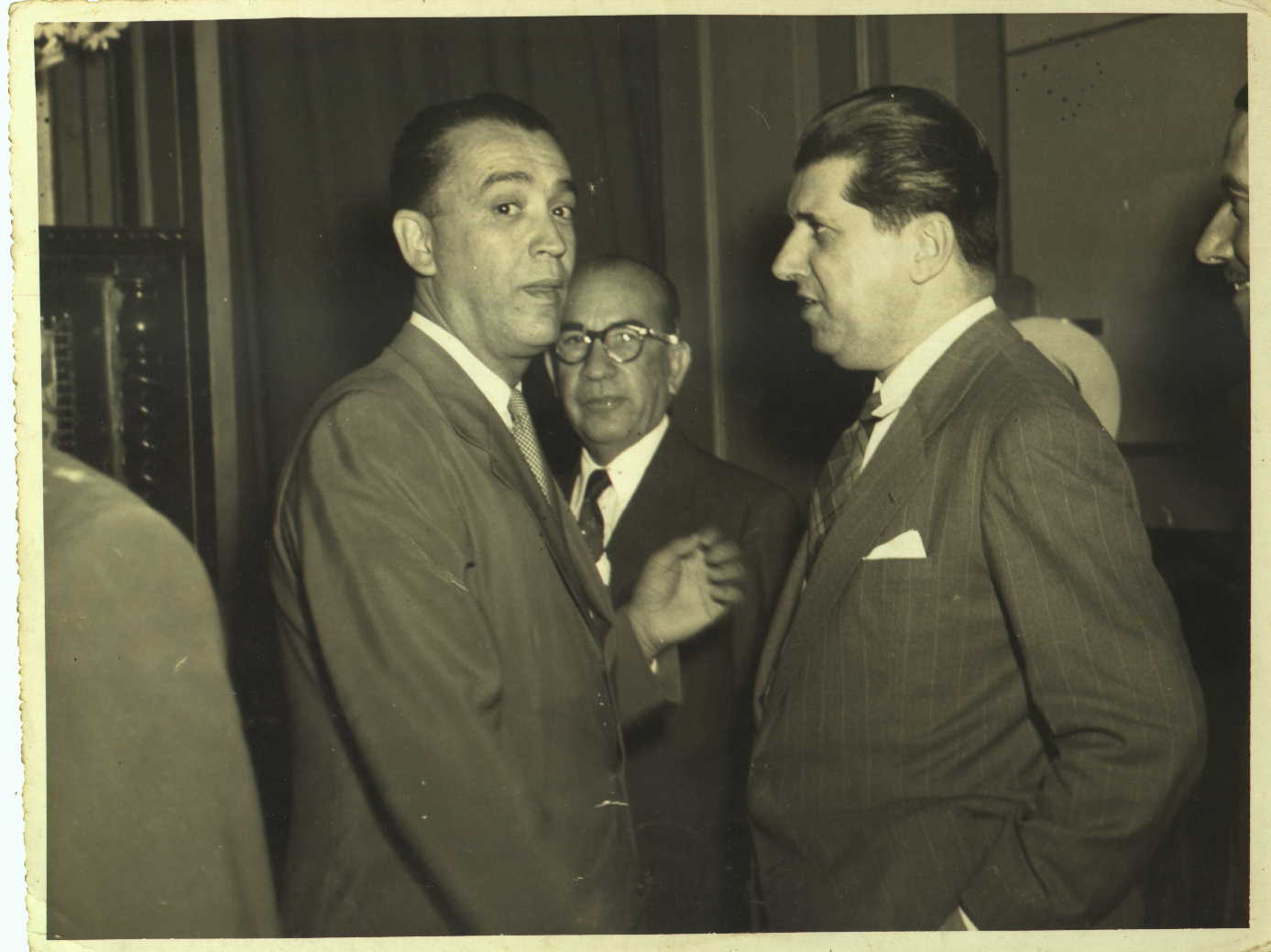
Juscelino Kubitschek e João Beraldo.

Escreveu para alguns jornais de Belo Horizonte e do interior de Minas simultaneamente a sua carreira política.

## Vida privada
Casou-se em com Hermantina Schumann Beraldo. Hermantina era sobrinha do Comendador Frederico Schumann. Com ela teve dois filhos. Um deles, Wilson João Beraldo seguiu a carreira política do pai e foi deputado estadual de Minas Gerais entre 1947 e 1951 pelo PSD. Seu segundo casamento foi com Zuleica Teixeira Marinho Beraldo.